# 富山えり子
富山 えり子（とみやま えりこ）は、日本の女優。生年非公表。福島県出身。ソニー・ミュージックアーティスツ所属。本名および旧芸名は富山 恵理子。

## 略歴・人物
幼稚園の頃に女優になる夢を持ち、学生時代に俳優を目指し始めた。日本大学芸術学部音楽学科出身（打楽器専攻）。2010年、劇団鹿殺しの舞台公演『電車は血で走る』で「楽隊」メンバーとして初舞台を踏む。以後舞台を中心に、映画、テレビドラマにも出演している。
2013年、こゆび侍公演『きれいなお空を眺めていたのに』への出演で、東京都の王子小劇場が主催する「佐藤佐吉賞」で助演女優部門にノミネートされ優秀助演女優賞を受賞。
本名で活動していたが、同姓同名のダーツ選手が存在するため、2014年、TBSテレビ『ごめんね青春!』のオーディションに合格し初のテレビドラマレギュラー出演を果たしたのをきっかけに、芸名を「富山えり子」に変更した。

## 出演

### 舞台
- 劇団鹿殺し
  - 電車は血で走る（2010年）
  - 僕を愛ちて。〜燃える湿原と音楽〜（2011年）
  - 青春漂流記（2012年）
- 虚構の劇団
  - 虚構の旅団Vol.1「夜の森」（2012年）[6]
  - 自主企画発表会 vol.2　『ＴＨＥ ＰＥＲＦＥＣＴ～私主義な愛の話～』（2012年）[7]
  - 第8回公演 イントレランスの祭（2012年）[8] - 青井蛍B 役
- EPOCH MAN
  - ハッピーエンドに続く、右脳と左脳（2013年）[9]
- こゆび侍
  - きれいなお空を眺めていたのに（2013年）[10] - 武内玲奈 役

- 池亀三太作・演出
  - アマリリス（2013年）

- 鳥皮ささみ作・演出
  - こんにちわ、さようなら、またあしたけいこちゃん。（2014年）
- カフェマメヒコ
  - お天道さまとお月さま（2014年）[11] - 主演 花咲ダルマ 役（一人劇）
  - お天道さまとお月さま（2015年）
  - おてんとさま　おつきさま（2018年）
- SEVEN FILM
  - VOTE（2015年）[12] - エリナ 役
- 野村萬斎企画・マキノノゾミ演出
  - 現代能楽集VIII『道玄坂綺譚』〜三島由紀夫作 近代能楽集「卒塔婆小町」「熊野」より（2015年）[13] - 女中 / 朝子 役

- アーサー・ミラー作・ジョナサン・マンビィ演出
  - るつぼ（2016年）[14] - マーシー・ルイス 役
- 岩松了作・演出
  - 少女ミウ（2017年）[15] - 秋山 / 家政婦 / 栃木 役
- 倉持裕作・演出
  - 誰か席に着いて（2017年）[16] - 奈良みのり 役
- ヘンリック・イプセン作・ジョナサン・マンビィ演出
  - 民衆の敵（2018年）[17] - ランディーネ 役
- ルーシー・カークウッド作・栗山民也演出
  - チャイメリカ（2019年）[18] - 中華料理店ウエイトレス / 中国人マッサージ師 / ストリッパー / ポンスゥの妻 役
- 永井愛作・演出
  - 私たちは何も知らない（2019年）[19] - 保持研 役
- 安部公房作・加藤拓也演出
  - 友達（2021年）[20] - 長女 役
- ルーシー・カークウッド作・加藤拓也演出
  - ザ・ウェルキン（2022年) [21] - メアリー・ミドルトン 役
- 岩松了作・演出
  - クランク・イン！（2022年）[22] - 山根たず子 役
- 長塚圭史上演台本・演出
  - モグラが三千あつまって（2023年）[23] [24] - バンゲラ親分 / 回想の中の怪我したモグラ / ギネ副隊長 / エラリー女王 / 倉庫番クルス / 三毛猫ジップ 役
- 鳥皮ささみ作・演出
  - サモエド（2023年）[25] - マルタ 役
- エンダ・ウォルシュ作・白井晃演出
  - Medicine メディスン（2024年）[26] [27] [28]- ロブスター / メアリー2 役
- 横山拓也作・小山ゆうな演出
  - ワタシタチはモノガタリ（2024年）[29] - 藤本真里奈 / 大川通子 /ＤＪゼン 役
- 大歳倫弘作・小沢道成演出
  - しばしとてこそ（2025年）[30] - ユメ 役
- 岩松了作・演出
  - 私を探さないで（2025年10月公演予定）[31]

### 映画
- 紫陽花とバタークリーム（2012年、マメヒコピクチャーズ） - ユキ 役
- さよならとマシュマロを（2013年、マメヒコピクチャーズ） - ユキ 役
- あしたになれば。（2015年、ユナイテッドエンタテインメント） - 大島玉子 役
- あかべこ[32]（2015年、高橋秀綱監督） - ハナ（あかべこ） 役
- 最高の仕打ち[33]（2016年、川村清人監督） - 菅野今日子 役
- U-31[34] -（2016年、谷健二監督） - 望月鞘子 役
- バースデーカード（2016年、吉田康弘監督） - 早瀬愛梨 役
- にがくてあまい（2016年、草野翔吾監督）
- リバーズ・エッジ（2018年、行定勲監督） - 小山マコ 役
- 愛しのアイリーン (2018年、吉田恵輔監督）[35]
- トラさん～僕が猫になったワケ～（2019年、筧昌也監督） - 桜木亜子 役
- どすこい!すけひら（2019年、宮脇亮監督） - 小森春奈 役
- シライサン（2020年、安達寛高監督）
- 宇宙でいちばんあかるい屋根（2020年、藤井道人監督） - 遠山和子 役
- 樹海村（2021年、清水崇監督） - フリーター：ド腐れゾンビ 役
- 逆光（2021年、須藤蓮監督）[36] - 文江 役
- 余命10年（2022年、藤井道人監督）- 寺田美幸 役
- 最後まで行く（2023年、藤井道人監督）- 竹原 役
- 素敵すぎて素敵すぎて素敵すぎる（2025年3月20日 ワールドプレミア、大河原恵監督）- 吉山さん 役[37]

### テレビドラマ
- 東京全力少女 第1話・第9話（2012年10月10日・12月5日、日本テレビ） - 女子行員（あすか）役[38]
- ソドムの林檎〜ロトを殺した娘たち 第2話（2013年3月30日、WOWOW） - 恵ガールズ
- ごめんね青春!（2014年10月12日 - 12月21日、TBSテレビ） - 遠藤いずみ 役[39]
- フィッシャーマンズ・ブルース 第2話「オコゼ女にご用心」（2014年12月20日、テレビ朝日） - 尾古瀬姫子 役
- 結婚に一番近くて遠い女（2015年3月6日、日本テレビ） - 佐藤カンナ（高校生期） 役
- 地球防衛機構(株)（2015年10月、NHK Eテレ）
- コウノドリ 第2話・第6話・第7話（2015年10月16日 - 12月18日、TBSテレビ） - 居酒屋ぶ～やんのミヨちゃん 役
- 青春探偵ハルヤ〜大人の悪を許さない!〜 第4話（2015年11月5日、読売テレビ） - 太田京子 役
- さよならドビュッシー 〜ピアニスト探偵 岬洋介〜（2016年3月18日、日本テレビ） - 時坂恵 役
- 神奈川県厚木市 ランドリー茅ヶ崎（2016年3月、MBSテレビ・TBSテレビ）
- 重版出来!（2016年4月12日 - 6月14日、TBSテレビ） - ツカサ 役
- お迎えデス。 第1話（2016年4月23日、日本テレビ） - 女子大生 役
- 大河ドラマ 真田丸 第41話（2016年10月16日、NHK総合テレビ・NHK BSプレミアム） ‐ 七 役
- Chef ～三ツ星の給食～ 第6話（2016年11月17日、フジテレビ） - 晴子の親友 役
- スーパーサラリーマン左江内氏（2017年1月14日 - 3月18日、日本テレビ） - 下山えり 役
- 帝一の國 ～学生街の喫茶店～ 第5話 (2017年4月、フジテレビ） - ミニコ 役
- 立花登青春手控え2 第7回（2017年5月19日、NHK BSプレミアム） - おかつ 役
- 池波正太郎時代劇 光と影 第1話「運の矢」（2017年10月3日、BSジャパン）- さかえ 役
- 刑事ゆがみ 第8話（2017年12月1日、フジテレビ） - ゲスト出演
- 海月姫（2018年1月15日 - 3月19日、フジテレビ） - 千絵子 役 / 千世子（千絵子の母）役
- アイドルｘ戦士ミラクルちゅーんず！ 第46話（2018年2月11日、テレビ東京） - 種田マキコ 役[40]
- 結婚相手は抽選で 第2話（2018年10月13日、フジテレビ） - 不動怜子 役
- ミラー・ツインズ（2019年4月6日 - 6月25日、フジテレビ） - 坪井不二子 役
- 警視庁ゼロ係～生活安全課なんでも相談室～ SEASON4 第3話（2019年8月2日、テレビ東京） ‐ 中本花江 役
- 時効警察はじめました 第2話（2019年10月18日、テレビ朝日） ‐ 日下部遥 役
- 猪又進と8人の喪女～私の初めてもらってください～ 第4話（2019年11月15日、関西テレビ） - 楠間藍 役
- NHKスペシャル　シリーズ 体感首都直下地震　ドラマ パラレル東京（2019年12月2日 - 5日、NHK総合テレビ） - 青田悠 役
- パパがも一度恋をした 最終話（2020年3月22日、フジテレビ） - 坪井不三子 役
- ハケンの品格 第二シーズン 第5話（2020年7月15日、日本テレビ） ‐ 田中のり子 役
- 出会い系サイトで70人と実際に会ってその人に合いそうな本をすすめまくった1年のこと 第10話（2021年5月28日[注 1]、WOWOWプライム） - みのり 役
- ドキュメンタリードラマ　命のバトン 〜赤ちゃん縁組がつなぐ絆〜 (2021年11月18日、NHK BS1） - 小山内 役
- 大奥 三代将軍家光・万里小路有功編（4）（2023年1月31日、NHK総合テレビ） - 松平輝綱 役
- きのう何食べた？ season2 第３話（2023年10月20日、テレビ東京） - 墓地のスタッフ 役
- デンジャラス・ドア（2023年11月14日・21日・28日、TOKYO MX）[41] - 中尾 役
- 晴れたらいいね（2025年3月30日、テレビ東京） - 大西茂子 役

### テレビ番組
- LIFE! STAGE～人生に捧げるコントライブ～（2015年11月15日、NHK総合テレビ） - ゲスト出演
- まとめないで!!（2016年5月8日、テレビ朝日） - ゲスト出演
- パン旅。（2019年2月15日、NHK BSプレミアム） - ゲスト出演

### CM
- 西武鉄道「秩父ズキューン西武劇篇」（2020年9月）[42]

### Web
- 高台家の人々（2016年6月、dTV） - やよい 役
- 婚外恋愛に似たもの （2018年6月 - 、dTV） - 片岡真弓 役[43]
- 私は誰ですか?～花子に何が起こったか～（2020年5月23日 - 、YouTube　ドリプラチャンネル） - 島崎さくら 役
- slow dance（2020年8月、アートにエールを！）
- 宇宙でいちばんあかるい時間（2020年9月、auスマートパスプレミアム） - 遠山和子 役
- 白村颯太に好かれたい 第3話（2021年5月、TBSラジオ AudioMovie） -雄美（まさみ） 役
- 箱庭のレミング　第1部『不純ないいね』（2021年6月、ABEMA SPECIAL） -白石麻友 役
- 晴れたらいいね（2025年1月10日、Amazon Prime Video） - 大西茂子 役[44][注 2]
- あなたの夫は私のもの～デブスの戯れ～（2025年5月、BUMP） - 高杉藍子 役